# سد فروان
سد فروان أو سد آل فروان هو سد يقع على وادي شعب آل فروان في محافظة ظهران الجنوب، الواقعة بمنطقة عسير في المملكة العربية السعودية، افتتح في عام 1984. الغرض الرئيسي من السد هو السيطرة على الفيضانات.